# والنتینو روسی
والنتینو روسی (ایتالیایی: [valenˈti:no ˈrossi]; زاده ۱۶ فوریه ۱۹۷۹) یک موتورسیکلت‌سوار حرفه‌ای سابق ایتالیایی است. وی سابقه ۹ بار جایزه رقابت‌های جایزه بزرگ موتورسواری را دارد. او با نام مستعار «دکتر» به‌طور وسیع به عنوان یکی از بزرگ‌ترین موتور سواران تمام دوران شناخته می‌شود. از ۹ قهرمانی جایزه بزرگ جهانی به نام او، هفت مورد از آن‌ها در کلاس برتر موتوجی‌پی و ۵۰۰ سی‌سی سابق بود. او با ۸۹ پیروزی رکورددار بیش‌ترین پیروزی در کلاس برتر است. او با هوندا و یاماها قهرمان مسابقات جهانی کلاس برتر شد. او همچنین تنها مسابقه‌دهندهٔ جاده‌ای است که در ۴۰۰ جایزه بزرگ یا بیشتر شرکت کرده‌است و در تمام دوران حرفه‌ای خود از شماره ۴۶ استفاده کرده‌است. او در سال ۲۰۲۱ از موتورسواری خداحافظی کرد.

## زندگی‌نامه
والنتینو روسی در در شهر اوربینو (Urbino) ایتالیا به دنیا آمد و در شهر تاوولیا بزرگ شده‌است. او با تشویق‌های پدرش «گرازایانو روسی» که از موتورسواران سابق مسابقات جهانی بود راهش را در دنیا موتور سیکلت پیدا کرد. نخستین بار در ۲ سالگی سوار موتور شد. با اصرار مادرش «استفانیا» و به خاطر حفظ سلامت او، پدرش برای او یک اسکوتر به جای موتور سیکلت گرفت. با ابراز علاقه هر چه بیشتر وی، خانواده نیز شرایط لازم را برای بروز زمینه‌های استعداد فرزند خود هموار می‌کرد. «گرازیانو» موتور ۶۰ سی‌سی او را که آن موقع ۵ ساله شده بود با یک موتور کارت مسابقه ملی ۱۰۰ سی سی عوض‌کرد.
اگرچه والنتینو به چیزهایی همچون گیتار و بازی فوتبال علاقه داشت ولی روز به روز میلش را به درس و مدرسه از دست می‌داد. در سال ۱۹۹۰ قهرمان کارت منطقه‌ای شد. با افزایش سن و استعداد، نیاز وی به کلاس‌های سطح بالاتر موتورسواری برای پیشرفت هر چه بیشتر احساس می‌شد. در سال ۱۹۹۳ یک «کاگیومیتوی ۱۲۵ سی‌سی» خرید.

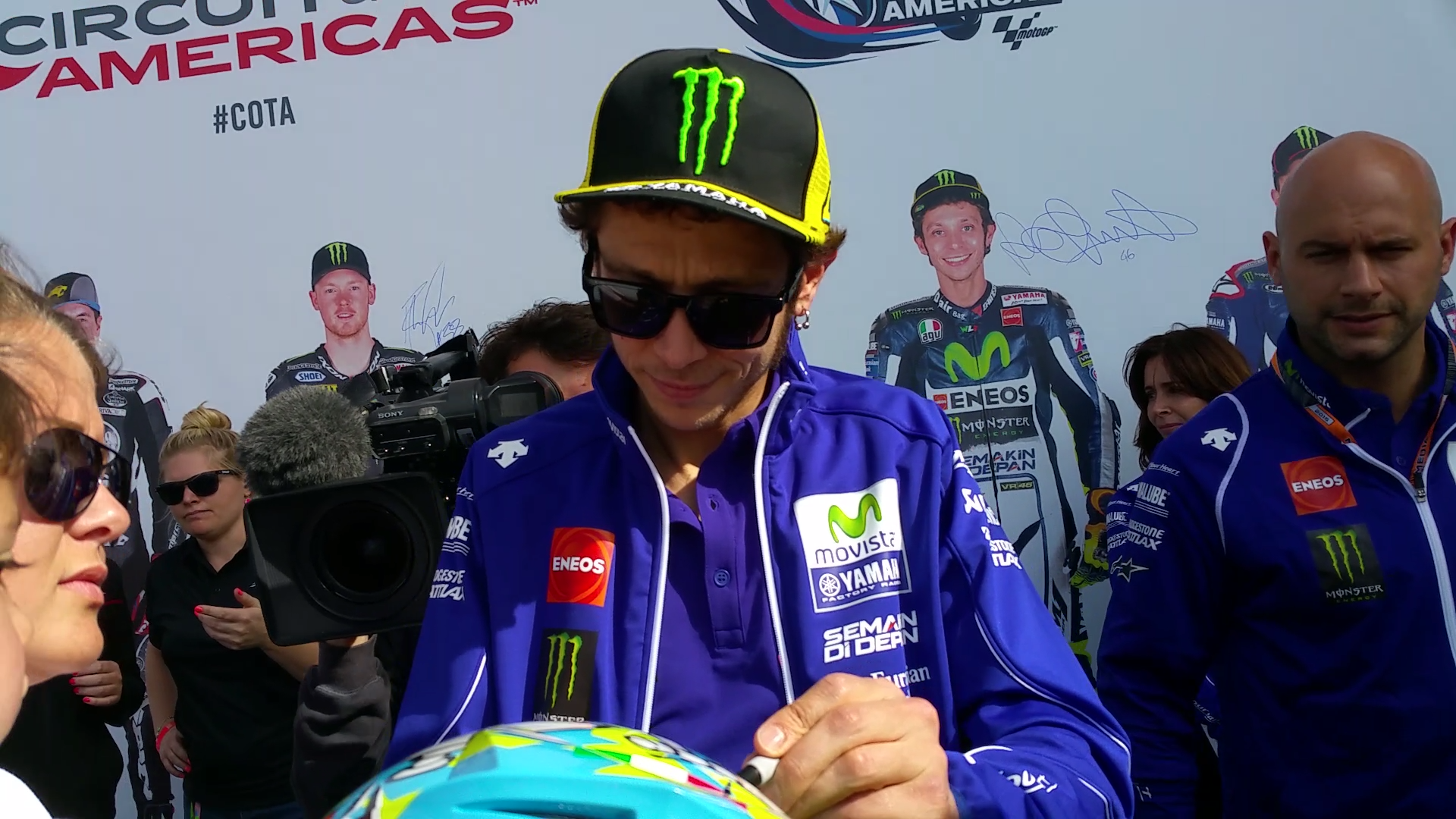
والنتینو روسی در آمریکا۲۰۱۵

## ورود به رقابت‌های جهانی
در سال ۱۹۹۴ تیم آپریلیا از طریق «سندرونی» استعداد والنتینو را مورد توجه قرار داد. با میدان یافتن از سوی این تیم توانست جایگاه خود را بیش از پیش بهبود بخشد و در همان سال برای نخستین بار با این تیم در مسابقات قهرمانی ایتالیا ظاهر شد و به دنبال آن صحنه رقابت‌های سال ۱۹۹۵ را در اروپا و ایتالیا تجربه کرد. قهرمانی والنتینو از همین تاریخ در کارنامه کاری او نمایان شدند. پس از آپریلیا، هوندا و پس از آن یاماها را به‌عنوان آشیانه برگزید و با هر دو آن‌ها به موفقیت‌های چشمگیری دستیا فت.

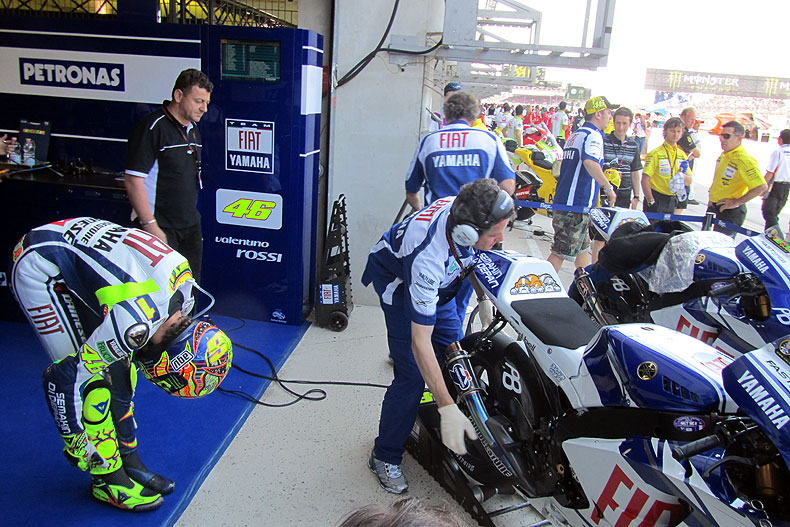
تشریفات روسی پیش از سوار شدن

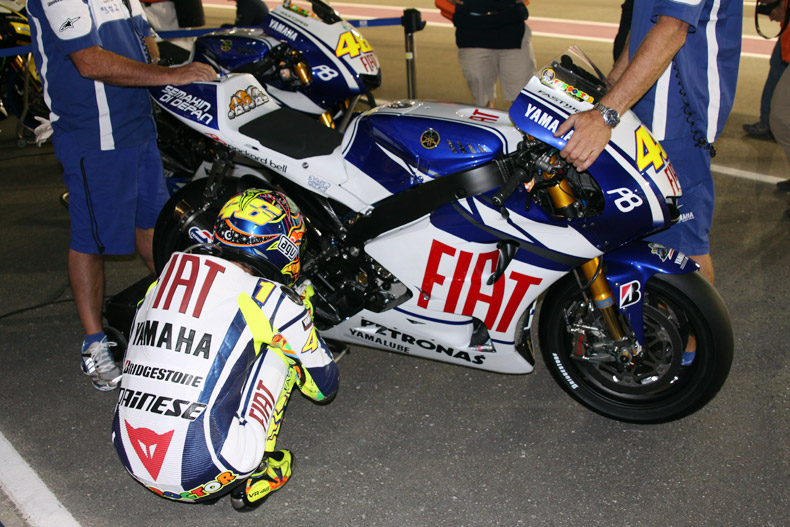
لوزایل قطر ۲۰۱۰

## تشریفات پیش از مسابقه
والنتینو روسی برای هر مسابقه تشریفات خاصی دارد. از جمله اینکه پیش از سوار شدن روی موتور روی خط در ورودی پیت استاپ و در فاصله دو متری موتورش خم می‌شود و چکمه‌ها خود را می‌گیرد. سپس وقتی به موتور می‌رسد دوباره خم می‌شود و با دست‌گیره جای پای سمت راست موتور را می‌گیرد. وی همچنین وقتی در حال خروج از پیت لین هست از روی موتور بلند می‌شود و از پشت لباس چرمی خود را مرتب می‌کند. در خط استارت مسابقه نیز کنار موتور برای لحظاتی می‌نشیند او می‌گوید این کارها را صرفاً برای تمرکز انجام می‌دهد. او همیشه دستکش و چکمه سمت چپ را اول می‌پوشد بعد سمت راست زمان پیاده شدن از موتور هم همیشه از سمت چپ موتور پیاده می‌شود و پای سمت راست خود را از جلو موتور (روی باک) و نه از قسمت عقب عبور می‌دهد.

## القاب
اسامی و القاب زیادی در دوران کاری وی به والنتینو نسبت داده شده که نخستین نمونه قابل ذکر و برجسته آن روسی فومی (Rossi Fumi) است. چنانچه خود روسی دربارهٔ آن می‌گوید این عبارت به احترام و پاسداشت «نوری فومی آبه» به وی نسبت داده شده‌است. نام دیگر وی والنتینیک (Valentinik) بوده که در روزهای کارش در کلاس ۲۵۰ سی سی به وی گفته شد. این اسم برگرفته از «دونالد داک» فوق ستاره ایتالیایی (Paperinik) است. القاب دیگری مانند سلطان به خاطر حضور بیست ساله وی در موتورسواری و تجربه زیاد او به وی گفته می‌شود. لاکی یکی دیگر از لقب‌های وی هست ولی معروف‌ترین آن‌ها دکتر (The Doctor) است که به خاطر برخورد سرد و بی‌تفاوت او با مخالفانش و نیز به دلیل خونسردی و آرامش در مسابقات فعلی در مقایسه با عملکرد آتشین و متعصبانه در دوران کار در ۱۲۵ سی‌سی و ۲۵۰ سی‌سی او را این گونه می‌خوانند. خود او در یک بیان طنز آلود معتقد است که این لقب به این خاطر است که نام خانوادگی بیشتر دکترها در ایتالیا روسی است. برخلاف بیشتر موتورسواران که اسم اصلی خود را در پشت لباس خود ثبت می‌کنند روسی از The Doctor (دکتر) در پشت لباس خود استفاده می‌کند.

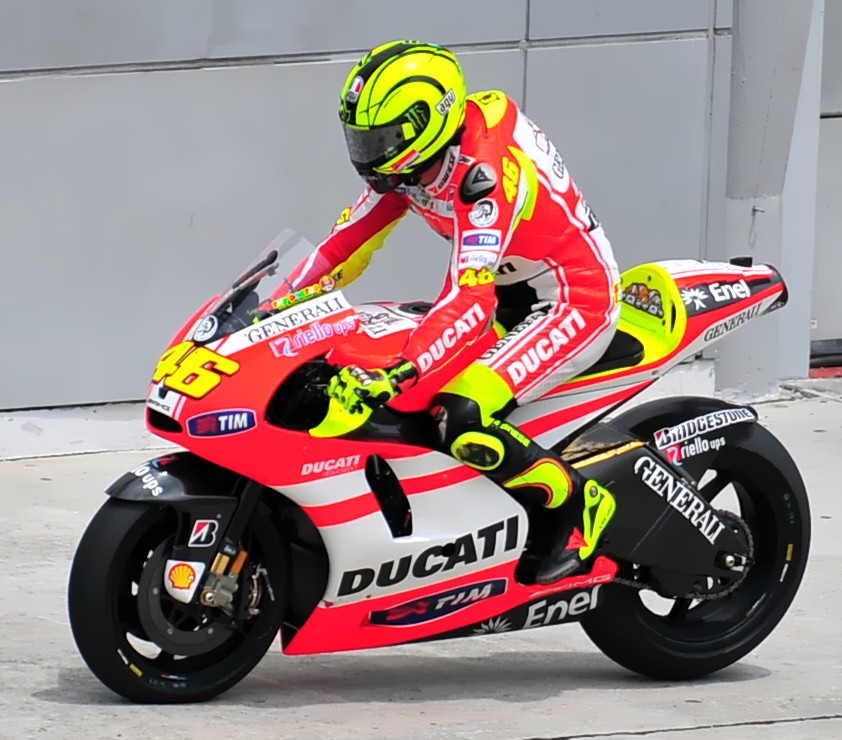
والنتینو روسی سوار بر موتور تیم دوکاتی در مالزی ۲۰۱۱

## نشانه‌ها
۴۶ شماره‌ای است که همواره در گراند پری‌های خود با آن ظاهر می‌شود. انگیزه اولیه استفاده از آن به زبان خود او یک الگوی ژاپنی بوده که سال‌ها پیش او را در یک مسابقه از تلویزیون دیده‌است. سرعت خارق‌العاده او در مسابقات بارانی آن روز برای روسی قابل ستایش است. بعدها گفت که این شماره‌ای است که پدرش در ۳ گراند پری اولی که در آن پیروز شده از آن استفاده می‌کرده‌است. متن روی کلاهش به جمعی از دوستانش یعنی قبیله چیهوآهوآ (The Chihuahua Tribe) اشاره می‌کند و حروف VLF روی لباسش مخفف Viva La Figa یعنی گربه دراز عمر است. او همچنین رنگ مورد علاقه خود یعنی زرد فلورسن را در لباس خود استفاده کرده‌است. طرح کلاه ایمنی وی که در طول دوران کار حرفه‌ای خود از شمار زیادی از آن‌ها استفاده کرده‌است همواره با درون مایه خورشید و ماه طراحی شده‌اند.

## بازگشت به تیم یاماها

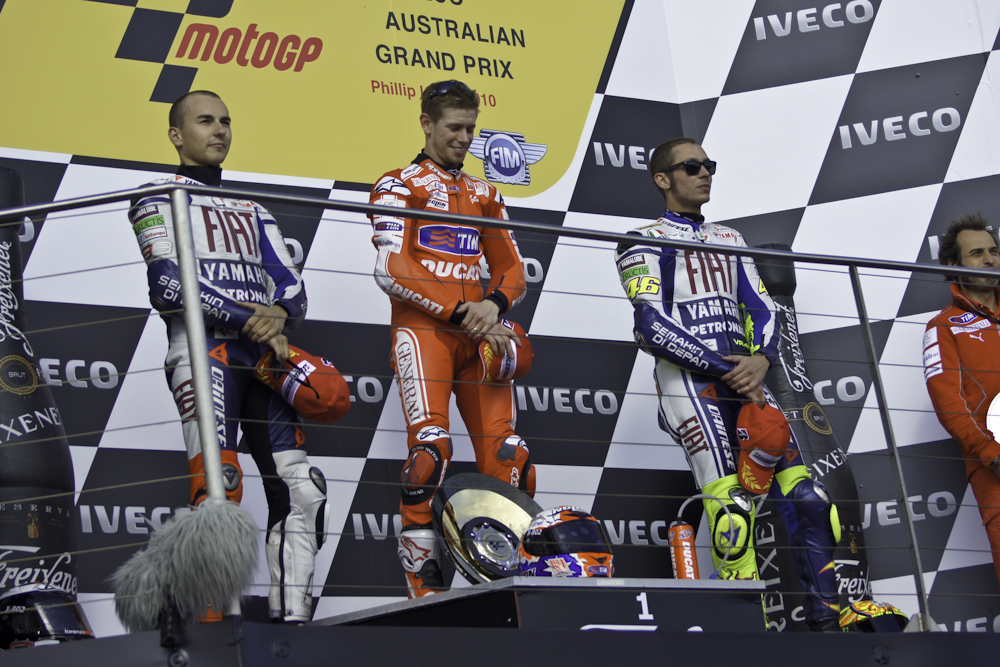
پدیوم روسی در فیلیپ آیلند ۲۰۱۰

والنتینو روسی که از سال ۲۰۰۴ میلادی تا ۲۰۱۰ در تیم یاماها بود که تصمیم گرفت از این تیم جدا شده و به تیم کشور خود یعنی دوکاتی نقل مکان کند و سالهای ۲۰۱۱و۲۰۱۲ در این تیم بود که برخلاف پیش‌بینی‌ها چندان در این تیم موفق نبود. اما در ماه ژوئیه ۲۰۱۲ با پیشنهاد تیم قبلی خود یعنی یاماها مواجه شد که با موافقت وی همراه بود و وی از سال ۲۰۱۳ دوباره به تیم یاماها پیوست.
بازگشت روسی به یاماها در ۲۰۱۳ با یک پیروزی و رده چهارمی همراه بود. روسی در ۲۰۱۴، ۱۵ و ۱۶ ردهٔ مشابهی در جدول رده‌بندی داشت که آن هم دومی بود.

## تبانی در موتو جی‌پی
فصل ۲۰۱۵ به گفته بیشتر کارشناسان تبانی مشهود در آن رخ داد. در حالی که والنتینو روسی و خورخه لورنزو موتورسوار اسپانیایی یاماها جدال نزدیکی برای قهرمانی فصل داشتند اما در مسابقه فیلیپ ایسلند که مسابقه ۱۵ فصل بود مارک مارکز هم وطن لورنزو با اختلال در کار روسی و درگیری‌های عمدی باعث شد تا روسی پشت سر لورنزو قرار گیرد تا هموطن خود را در قهرمانی فصل کمک کرده باشد که روسی در پایان آن مسابقه در کنفرانس خبری به وضوح اعلام کرد مارکز تبانی کرده‌است. مارکز در مسابقه بعدی در سپانگ مالزی که مسابقه ماقبل پایانی بود پا را از این فراتر گذاشت و این بار نه تنها به راحتی راه را برای سبقت هم‌وطن خود لورنزو باز کرد بازهم با روسی درگیر شد به‌طوری‌که در کمتر از ۳ دور ۲۴ بار با روسی کانتکت داشت و مانع از آن می‌شد که روسی به لورنزو نزدیک شود. اما این پایان ماجرا نبود و در مسابقه پایانی نیز به گفته بیشتر کارشناسان نقش محافظ لورنزو را داشت چرا که این بار هم به راحتی راه را برای لورنزو باز گذاشت و در ۳۰ دور مسابقه با اینکه بارها فرصت این را داشت از لورنزو سبقت بگیرد ولی به عمد این کار را نمی‌کرد به دلیل اینکه با این کار والنتینو روسی قهرمان فصل می‌شد.
این تبانی آشکار موتورسوار اسپانیایی علیه روسی به قدری آشکار بود که معروف‌ترین سایت شرط‌بندی جهان به تمام کسانی که والنتینو رو قهرمان پیش‌بینی کرده بودن دو برابر مبلغ تعیین شده جایزه داد همچنین فیم (فدراسیون جهانی موتورسواری) نیز خواستار این شد موتورسواران تبانی صورت گرفته را بیشتر از این بزرگ نکنند چرا که به گفته فیم این تبانی میلیون‌ها دلار به این فدراسیون ضرر رسانده‌است.
این درحالی است که اگر این تبانی شکل نمی‌گرفت والنتینو روسی به دهمین عنوان قهرمانی جهان خودش می‌رسید.

## مالکیت تیم
روسی مالک ریسنگ تیم VR46 است که کار خود را از مسابقات موتو۳ در ۲۰۱۴ با رومنو فناتی و فرانچسکو باگنایا آغاز کرد. این تیم در حال حاضر در هر سه دسته موتو۳ , موتو ۲ و موتو جی‌پی فعال است.
اعضای تیم vr46 برای سال ۲۰۲۲
کلاس موتو۳: بارتونلی و برتلی
کلاس موتو۲: ویتی و آنتونلی
کلاس موتو جی‌پی: لوکا مارینی (برادر ناتنی والنتینو روسی) و مارکو بزکی

## خداحافظی
والنتینو روسی سرانجام پس از ۲۶ فصل حضور در مسابقات موتورسواری و کسب ۹ عنوان قهرمانی جهان در تاریخ ۵ اوت ۲۰۲۱ در یک کنفرانس اختصاصی در اتریش اعلام کرد امسال آخرین سالی است که در مسابقات شرکت می‌کند و در پایان فصل از موتورسواری خداحافظی می‌کند.
وی در ۱۴ نوامبر ۲۰۲۱ آخرین مسابقه خود را در پیست والنسیا اسپانیا انجام داد و در مراسم ویژه‌ای که از سوی فدراسیون جهانی موتورسواری و اتومبیل‌رانی (فیم) تدارک دیده شده بود از مسابقات موتو جی‌پی خداحافظی کرد.
همچنین فیم در همان شب در مراسم دیگر به پاس عملکرد و قدردانی از روسی مدال ویژه‌ای به وی اهدا نمود و اسم او را در تالار مشاهیر موتو جی‌پی ثبت‌کرد.

## افتخارات و رکوردها
وی پس از هموطن خود آگوستینی با ۱۱۵ عنوان قهرمانی، بیشترین قهرمانی را در بین موتور سواران حال حاضر جهان دارد. (آگوستینی ۱۲۲ قهرمانی در سال‌های دور کسب کرده) و همچنین ۹ بار قهرمان فصل شدن که ۷ قهرمانی از آن‌ها درکلاس موتو جی‌پی بوده بهترین و پرافتخارترین موتورسوار حال حاضر در جهان به‌شمار می‌رود.
1. ۹ عنوان قهرمانی جهان
2. ۶ نائب قهرمانی جهان
3. مجموع مسابقاتی که روسی در آن‌ها شرکت کرده ۴۳۲ مسابقه بوده که در ۲۳۵ مسابقه از آن‌ها بر روی پدیوم (جزء سه نفر اول) رفته‌است.
4. وی ۱۱۵ قهرمانی دارد که ۸۹ قهرمان از آن‌ها در کلاس برتر است.
5. همچنین ۶۵ پل پزیشن (شروع‌کننده مسابقه) دارد.
6. او ۹۶ بار سریع‌ترین دور (fast lap) را زده‌است.
7. چهار بار عنوان مرد سال ورزش ایتالیا
8. بیشترین حضور بر روی سکو در یک فصل با ۱۶ بار از ۱۶ مسابقه در فصل‌های ۲۰۰۳ و ۲۰۰۵ و ۲۰۰۸
9. والنیتنو روسی در ۲۱ کشور جهان مسابقه داده
10. رکوردار بیشترین برد در مسابقه کاتالونیا و آسن هلند با ۱۰ برد
11. رکوردار بیشترین برد در پیست‌های موجلو ایتالیا و خرز اسپانیا با ۹ برد
12. رکوردار بیشترین برد در گرندپری فیلیپ آیلند استرالیا با ۸ برد
13. رکوردار بیشترین برد در گرندپری دونینگتون پارک بریتانیا با ۷ برد
14. رکوردار بیشترین برد در گرندپری سپانیگ مالزی و ریو برزیل با ۶ برد
15. بیشترین برد پیاپی در گرندپری موجلو با ۷ برد پیاپی
16. یکی دیگر از افتخارات بی‌نظیر والنتینو روسی حضور مستمر و پیوسته در مسابقات از گرندپری آفریقای جنوبی در سال ۲۰۰۰ تا گرندپری لمان فرانسه درسال ۲۰۱۰ بوده که در واقع طی ده سال هیچ گرندپری را تحت هیچ شرایطی از دست نداده (او تنها کسی است که چنین پیوستگی را داشته‌است).
17. روسی با قهرمانی در گرندپریکس میسانو ۲۰۱۴ جمع امتیازات خود را از ۵۰۰۰ فراتر برد تا نخستین موتورسواری در جهان باشد که مجموع امتیازاتش بیش از ۵۰۰۰ است.
18. نخستین موتورسواری است که جمع امتیازات خود را در کلاس برتر (۵۰۰ سی‌سی و موتو جی‌پی) به ۵۰۰۰ امتیاز رساند. در تاریخ ۳ ژوئن ۲۰۱۸ مسابقه موجلو
19. وی همچنین نخستین فردی است که نه تنها در موتورسواری بلکه در تمام ورزش‌های موتوری امتیاز خود را به ۶۰۰۰ رسانده. او این رکورد بی‌نظیر رو در تاریخ ۵ اوت ۲۰۱۸ در مسابقه برنو جمهوری چک به دست آورد.
20. وی با ۲۶ فصل حضور در مسابقات طولانی‌ترین سابقه را در بین تمام موتورسواران دارد.

## جدول عملکرد
| فصل   | کلاس   | موتور               | تیم                 | مسابقه | برد | روی سکو | پل پزیشن | Fastlap | امتیاز | جایگاه فصل | WCh |
| ----- | ------ | ------------------- | ------------------- | ------ | --- | ------- | -------- | ------- | ------ | ---------- | --- |
| ۱۹۹۶  | ۱۲۵cc  | آپریلیاRS۱۲۵        | آپریلیا             | ۱۵     | ۱   | ۲       | ۱        | ۲       | ۱۱۱    | نهم        | ۰   |
| ۱۹۹۷  | ۱۲۵cc  | آپریلیاRS۱۲۵        | آپریلیا             | ۱۵     | ۱۱  | ۱۳      | ۴        | ۷       | ۳۲۱    | قهرمان     | ۱   |
| ۱۹۹۸  | ۲۵۰cc  | آپریلیاRS۲۵۰        | آپریلیا             | ۱۴     | ۵   | ۹       | ۰        | ۳       | ۲۰۱    | دوم        | ۰   |
| ۱۹۹۹  | ۲۵۰cc  | آپریلیاRS۲۵۰        | آپریلیا             | ۱۶     | ۹   | ۱۲      | ۵        | ۸       | ۳۰۹    | قهرمان     | ۱   |
| ۲۰۰۰  | ۵۰۰cc  | هونداRS۵۰۰          | هوندا               | ۱۶     | ۲   | ۱۰      | ۰        | ۵       | ۲۰۹    | دوم        | ۰   |
| ۲۰۰۱  | ۵۰۰cc  | هونداRS۵۰۰          | هوندا               | ۱۶     | ۱۱  | ۱۳      | ۴        | ۱۰      | ۳۲۵    | قهرمان     | ۱   |
| ۲۰۰۲  | MotoGP | هوندا RC211V        | رپسول هوندا         | ۱۶     | ۱۱  | ۱۵      | ۷        | ۹       | ۳۵۵    | قهرمان     | ۱   |
| ۲۰۰۳  | MotoGP | هوندا RC211V        | رپسول هوندا         | ۱۶     | ۹   | ۱۶      | ۹        | ۱۲      | ۳۵۷    | قهرمان     | ۱   |
| ۲۰۰۴  | MotoGP | یاماها YZR-M۱       | یاماها              | ۱۶     | ۹   | ۱۱      | ۵        | ۳       | ۳۰۴    | قهرمان     | ۱   |
| ۲۰۰۵  | MotoGP | یاماها YZR-M۱       | یاماها              | ۱۷     | ۱۱  | ۱۶      | ۵        | ۶       | ۳۶۷    | قهرمان     | ۱   |
| ۲۰۰۶  | MotoGP | یاماها YZR-M۱       | کمل یاماها          | ۱۷     | ۵   | ۱۰      | ۵        | ۴       | ۲۴۷    | دوم        | ۰   |
| ۲۰۰۷  | MotoGP | یاماها YZR-M۱       | فیات یاماها         | ۱۸     | ۴   | ۸       | ۴        | ۳       | ۲۴۱    | سوم        | ۰   |
| ۲۰۰۸  | MotoGP | یاماها YZR-M۱       | فیات یاماها         | ۱۸     | ۹   | ۱۶      | ۲        | ۵       | ۳۷۳    | قهرمان     | ۱   |
| ۲۰۰۹  | MotoGP | یاماها YZR-M۱       | فیات یاماها         | ۱۷     | ۶   | ۱۳      | ۷        | ۶       | ۳۰۶    | قهرمان     | ۱   |
| ۲۰۱۰  | MotoGP | یاماها YZR-M۱       | فیات یاماها         | ۱۴     | ۲   | ۱۰      | ۱        | ۲       | ۲۳۳    | سوم        | ۰   |
| ۲۰۱۱  | MotoGP | دوکاتی دزموسدیچی ۱۱ | دوکاتی              | ۱۷     | ۰   | ۱       | ۰        | ۱       | ۱۳۹    | هفتم       | ۰   |
| ۲۰۱۲  | MotoGP | دوکاتی دزموسدیچی ۱۲ | دوکاتی              | ۱۸     | ۰   | ۲       | ۰        | ۱       | ۱۶۳    | ششم        | ۰   |
| ۲۰۱۳  | MotoGP | یاماها YZR-M۱       | یاماها فکتوری       | ۱۸     | ۱   | ۶       | ۰        | ۱       | ۲۳۷    | چهارم      | ۰   |
| ۲۰۱۴  | MotoGP | یاماها YZR-M۱       | موویستار یاماها     | ۱۸     | ۲   | ۱۳      | ۱        | ۱       | ۲۹۵    | دوم        | ۰   |
| ۲۰۱۵  | MotoGP | یاماها YZR-M۱       | موویستار یاماها     | ۱۸     | ۴   | ۱۵      | ۱        | ۴       | ۳۲۵    | دوم        | ۰   |
| ۲۰۱۶  | MotoGP | یاماها YZR-M۱       | موویستار یاماها     | ۱۸     | ۲   | ۱۰      | ۳        | ۲       | ۲۴۹    | دوم        | ۰   |
| ۲۰۱۷  | MotoGP | یاماها YZR-M۱       | موویستار یاماها     | ۱۷     | ۱   | ۶       | ۰        | ۰       | ۲۰۸    | پنجم       | ۰   |
| ۲۰۱۸  | MotoGP | یاماها YZR-M۱       | موویستار یاماها     | ۱۸     | ۰   | ۵       | ۱        | ۰       | ۱۹۸    | سوم        | ۰   |
| ۲۰۱۹  | MotoGP | یاماها YZR-M۱       | مانستر انرژی یاماها | ۱۹     | ۰   | ۲       | ۰        | ۱       | ۱۷۴    | هفتم       | ۰   |
| ۲۰۲۰  | MotoGP | یاماها YZR-M۱       | مانستر انرژی یاماها | ۱۲     | ۰   | ۱       | ۰        | ۰       | ۶۶     | پانزدهم    | ۰   |
| ۲۰۲۱  | MotoGP | یاماها YZR-M۱       | پتروناس یاماها      | ۱۸     | ۰   | ۰       | ۰        | ۰       | ۴۴     | هجدهم      | ۰   |
| مجموع | مجموع  | مجموع               | مجموع               | ۴۳۲    | ۱۱۵ | ۲۳۵     | ۶۵       | ۹۶      | ۶۳۵۷   |            | ۹   |

## نگارخانه

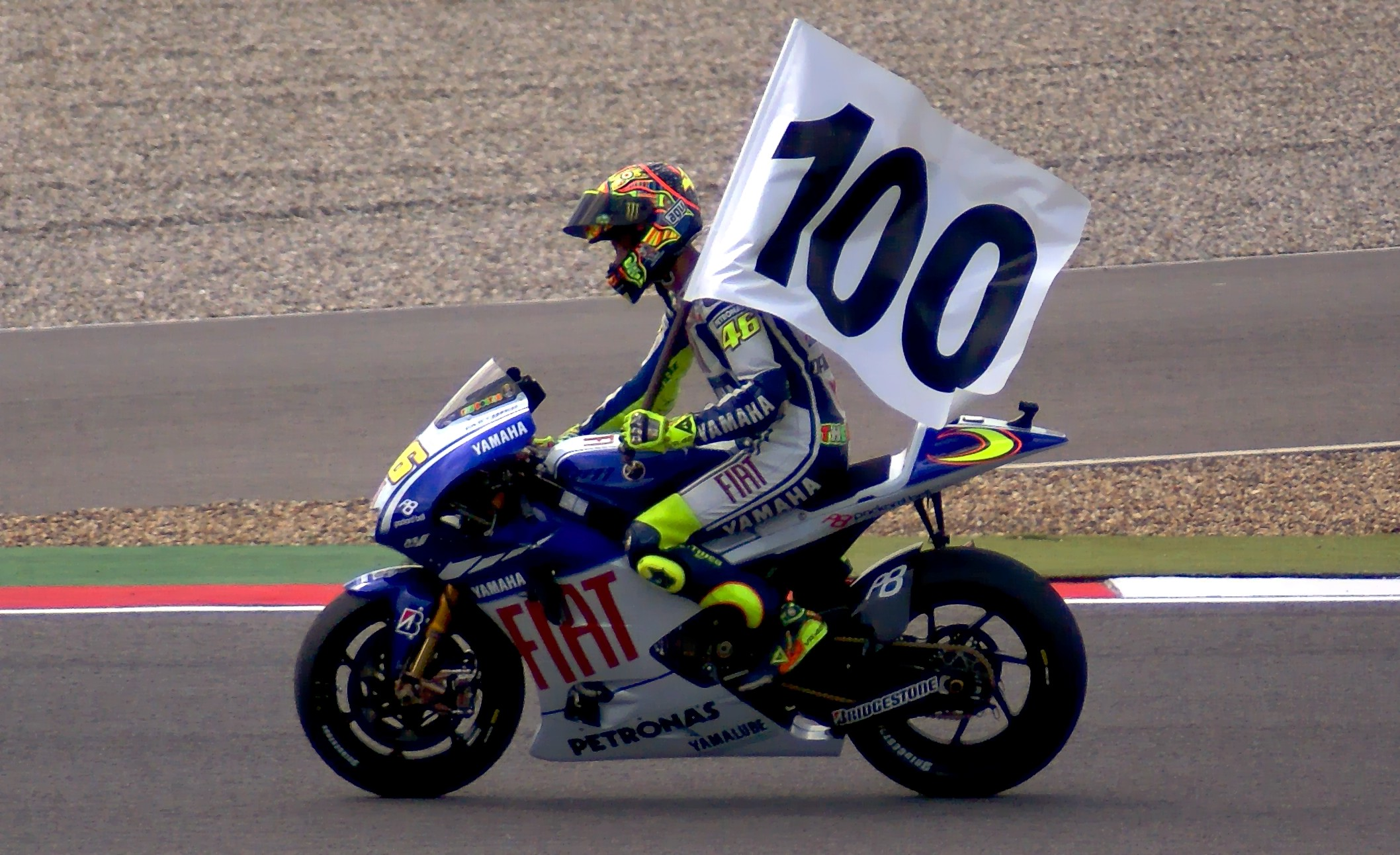
صدمین قهرمانی در موتورسواری
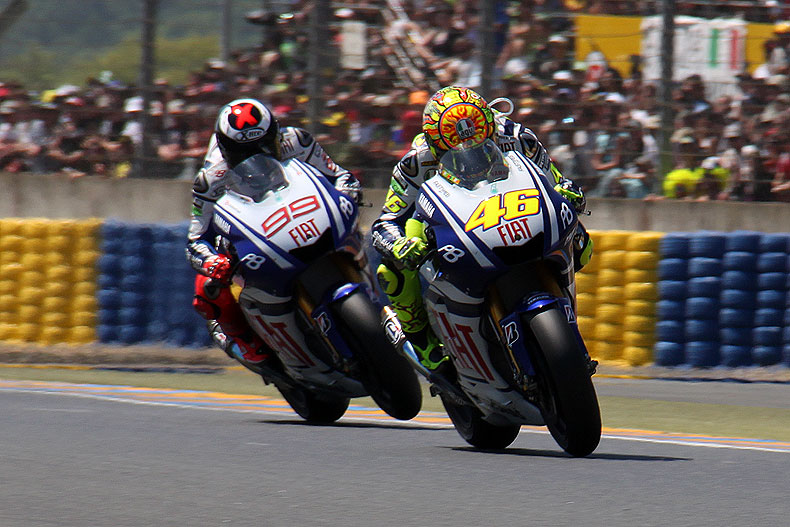
جدال با لورنزو درفرانسه
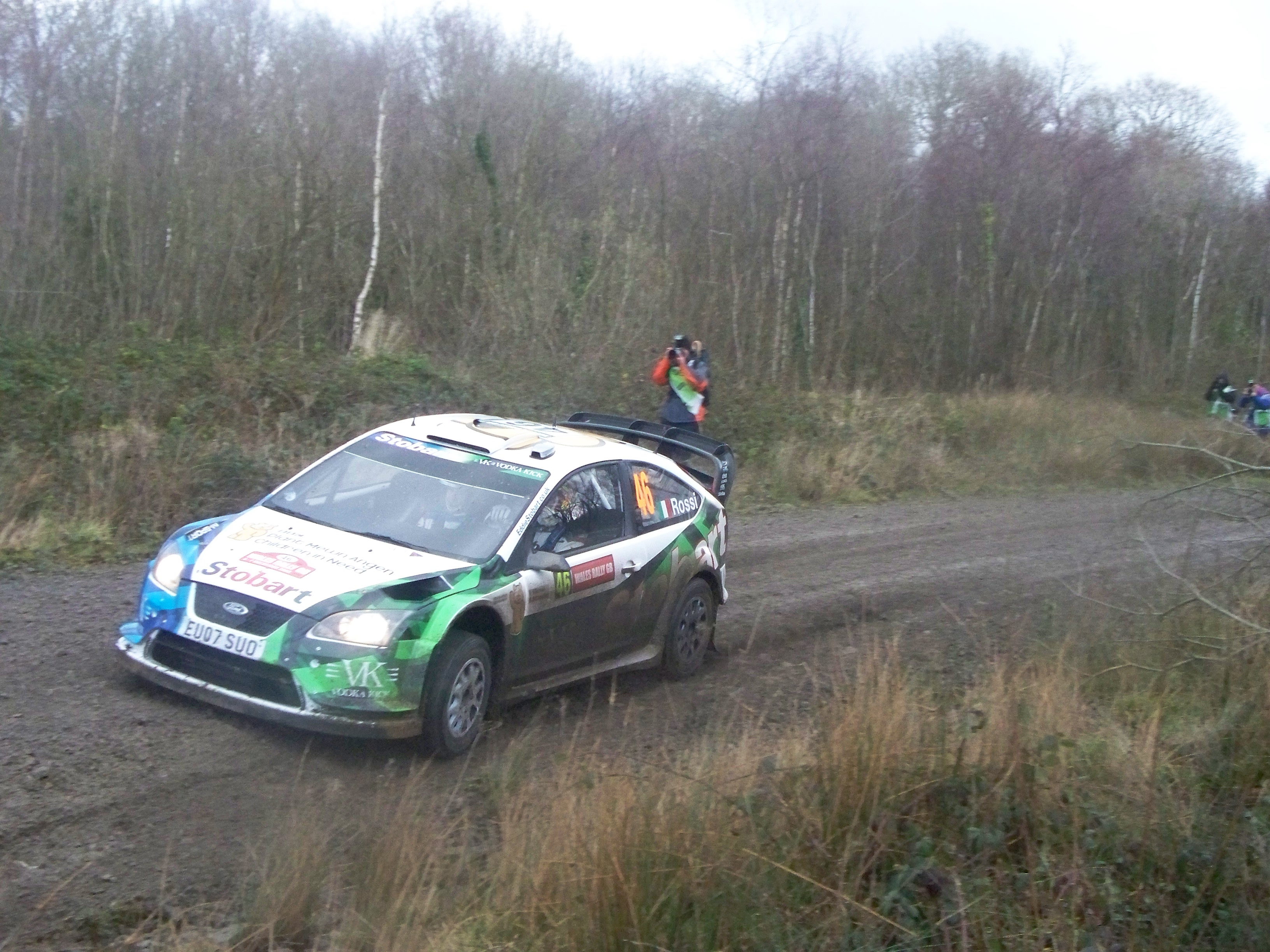
حضور در رالی ولز سال ۲۰۰۸
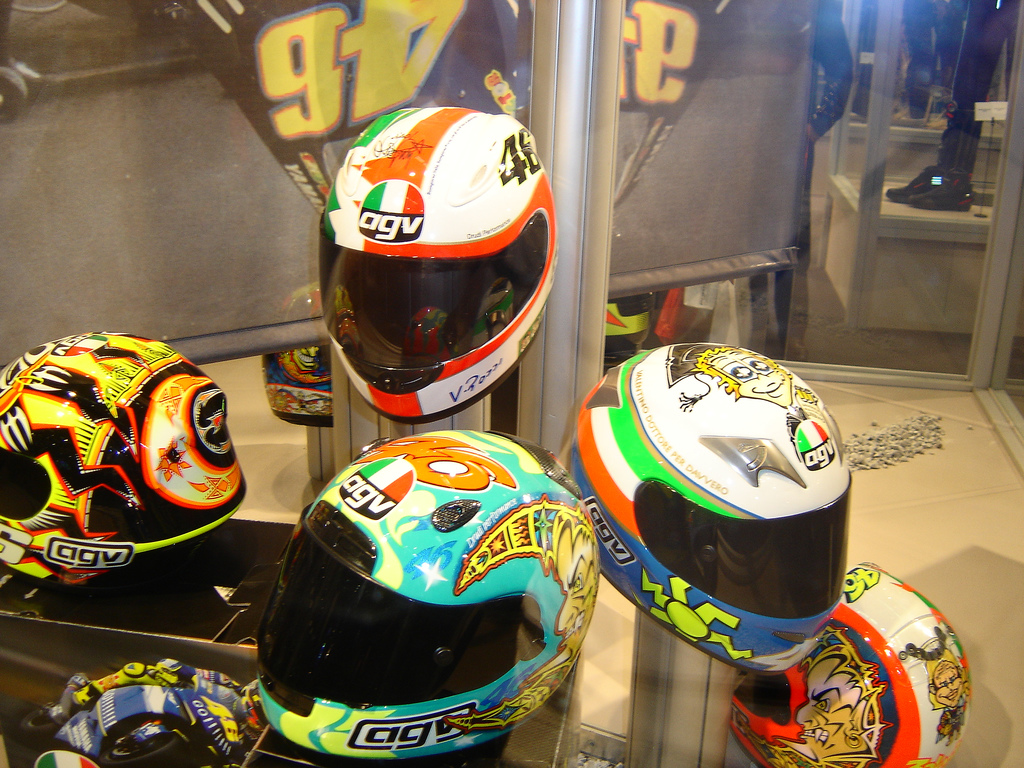
مجموعه‌ای از کلاه کاسکت‌های روسی
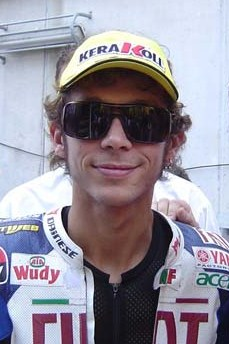
والنتینو روسی
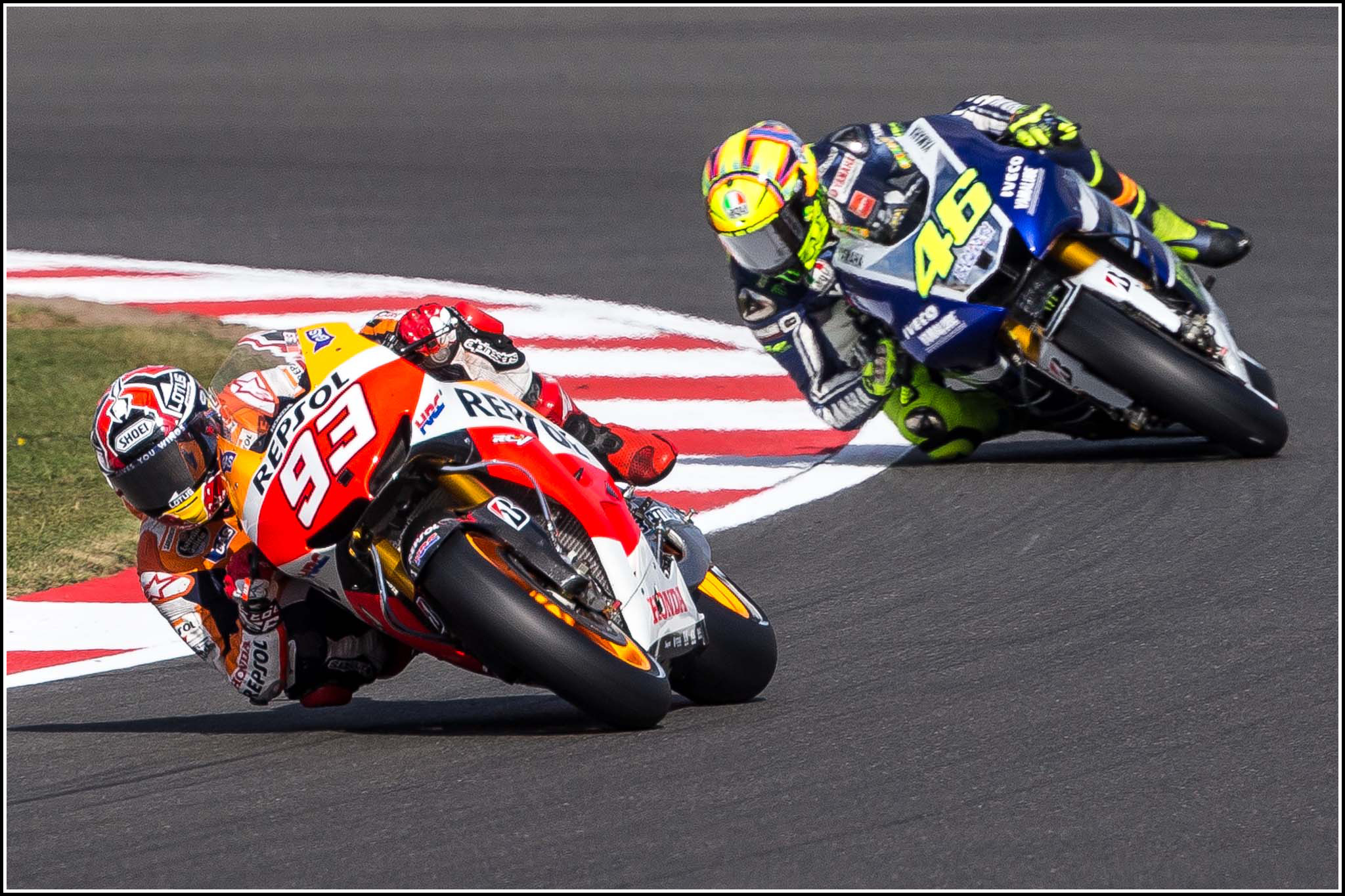
مارکز و روسی
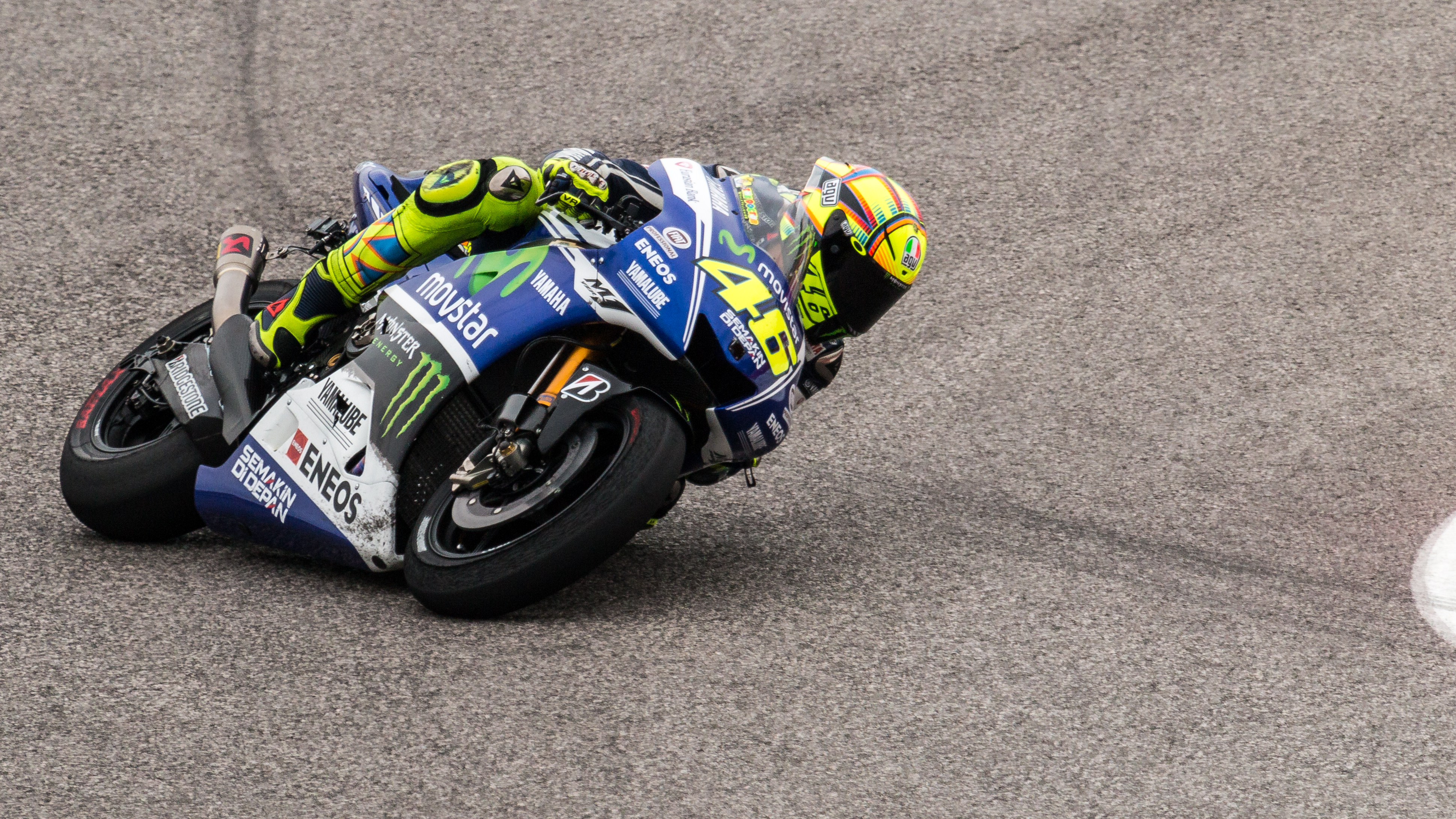
والنتینو روسی روی پیچ
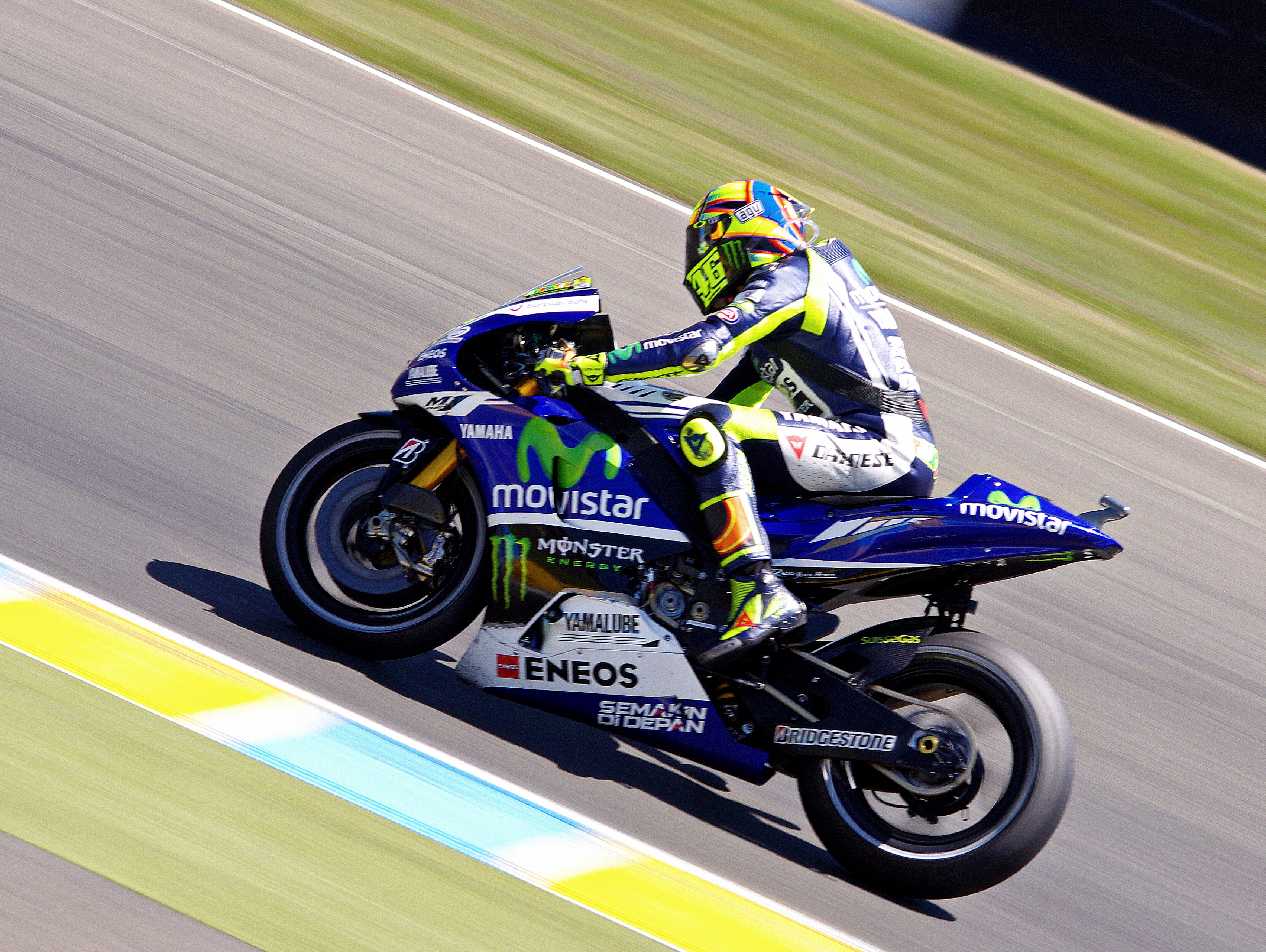
والنتینو روسی در فصل ۲۰۱۴
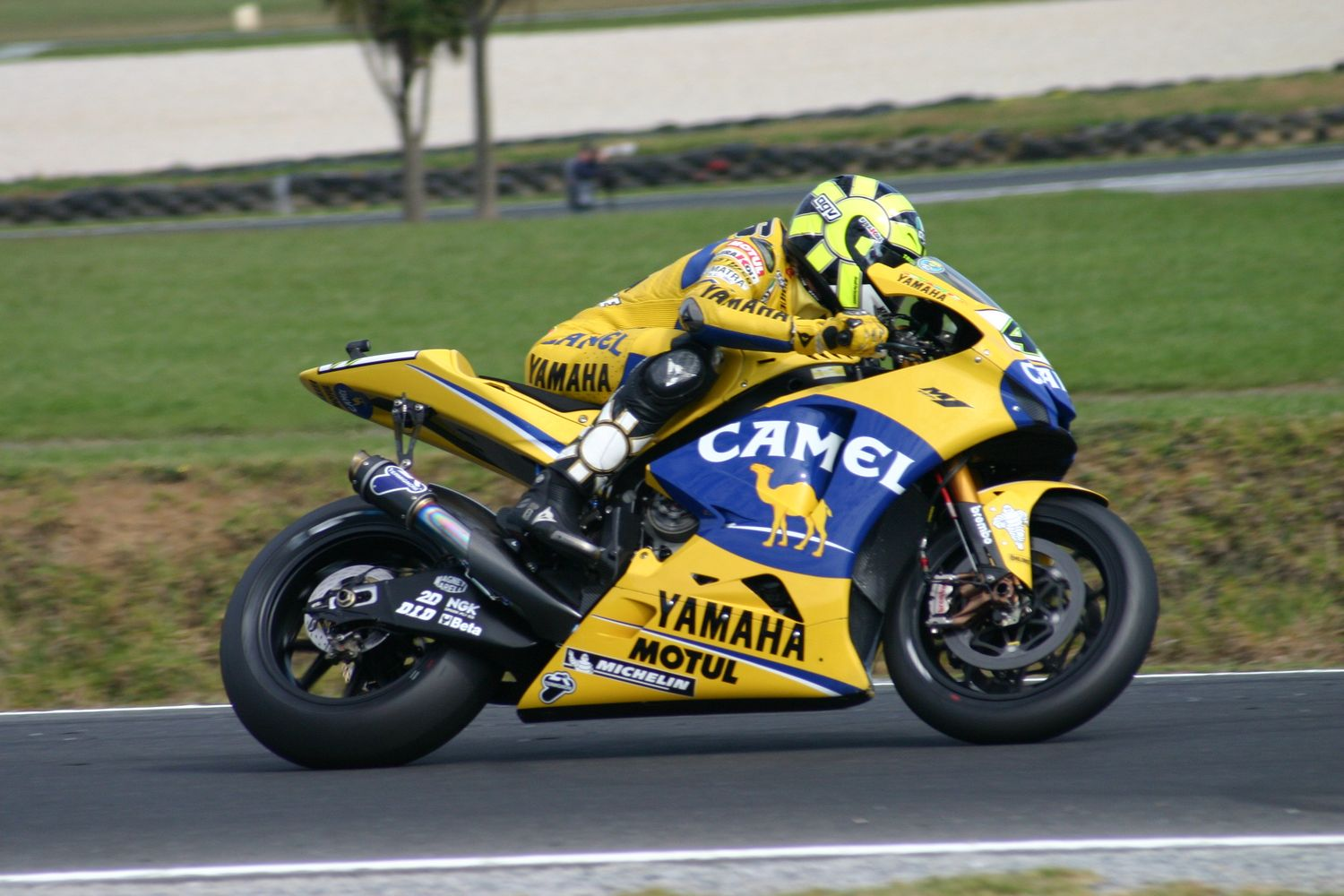
سوار بر موتور کمل یاماها سال ۲۰۰۶
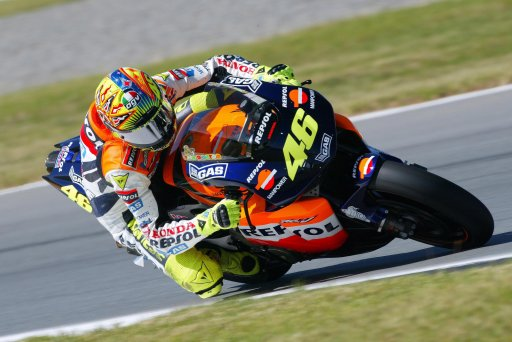
سال ۲۰۰۳ در تیم رپسول
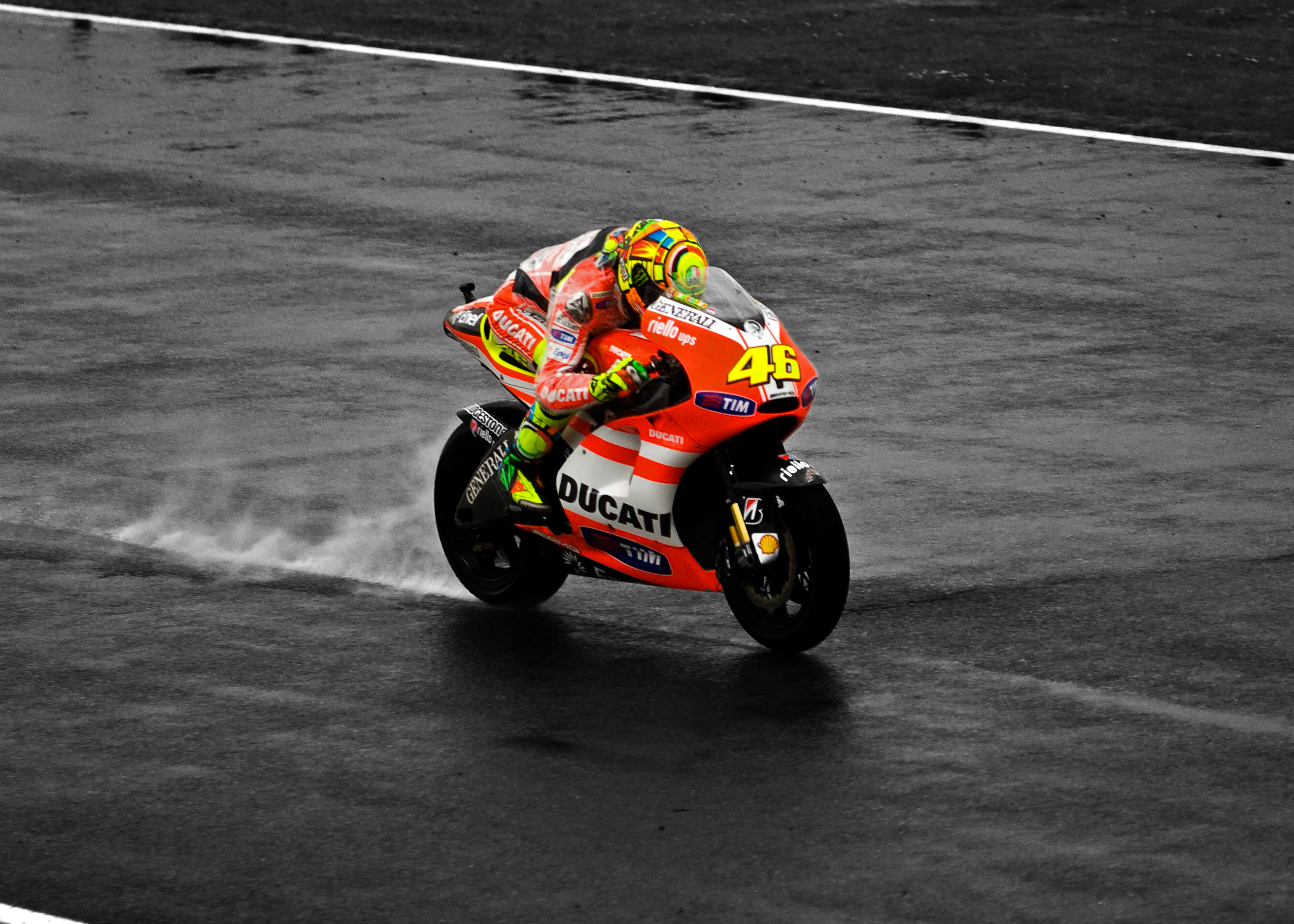
مسابقه بارانی در سیلوراستون با موتور دوکاتی
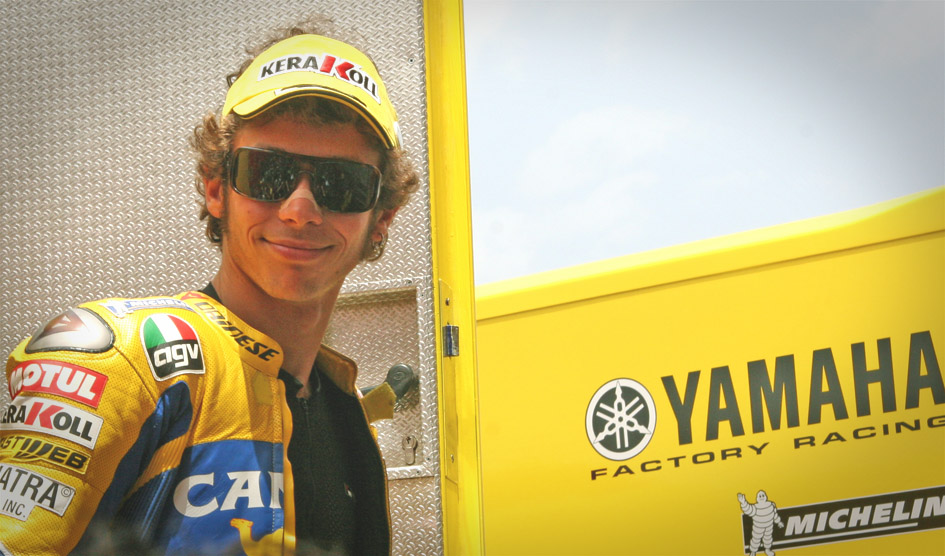
روسی زمان حضور در کمل یاماها سال ۲۰۰۶